# Investidura presidencial de Ronald Reagan en 1985

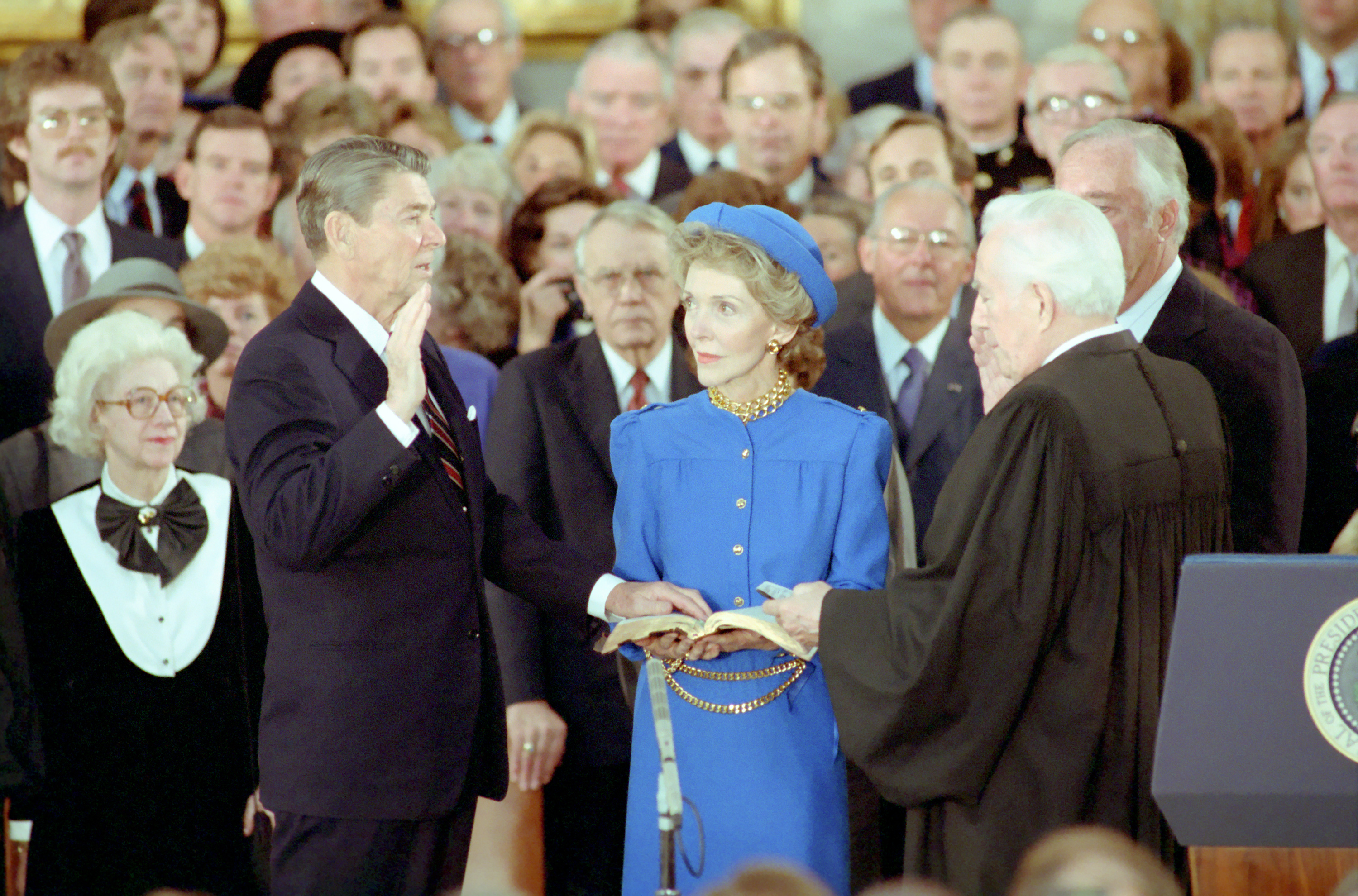
Investidura presidencial de Ronald Reagan, junto a Nancy Reagan.

La investidura presidencial de Ronald Reagan de 1985 fue un domingo 20 de enero, fue el cuadragésimo Presidente de los Estados Unidos tuvo lugar en privado en el Gran Hall de la Casa Blanca, a pesar de que fue televisado. Al día siguiente, 21 de enero de 1985, el presidente de la Corte Suprema Warren E. Burger repitió la ceremonia. Debido a las bajas temperaturas, ante la ola de frío en Estados Unidos durante el invierno de 1985, llegando las mínimas a -14 °C esa noche, la Comisión organizadora del evento se vio obligada a celebrar la ceremonia de inauguración prevista para aquel lunes al aire libre, al interior del Capitolio, siendo pronunciado el discurso de Reagan en la Rotonda del Capitolio, bajo la cúpula. Como el día anterior, fue el presidente de la Corte Suprema, Warren E. Burger, quien tomó el juramento del Presidente Reagan para su segundo mandato. 
El juramento del Vicepresidente George H. W. Bush fue administrado por el ex-justicia asociado de la Corte Suprema Potter Stewart. 
. Esta fue la quincuagésima inauguración y marcó el comienzo del segundo y último período de cuatro años de Ronald Reagan como presidente y de George H. W. Bush como vicepresidente. Con 73 años y 349 días de edad el día de la toma de posesión, Reagan fue el presidente de Estados Unidos de mayor edad en ser investido, hasta que el 20 de enero de 2021, Joe Biden, con 78 años y 62 días, tomó posesión de su cargo como el 46.º Presidente de los Estados Unidos.